# Asansol
Asansol és una ciutat de l'estat indi de Bengala Occidental. És la segona ciutat més poblada de Bengala Occidental i la 33a aglomeració urbana de l'Índia. Asansol és la capital del districte de Paschim Bardhaman. Segons una anàlisi del International Institute for Environment and Development de Londres, Asansol està en l'onzena posició de les ciutats índies i en la 42ena del món a la llista de les ciutats que creixen més ràpidament. Asansol està classificada com una ciutat de tipus Y segons el HRA (House Rent Allowance).
La metròpoli d'Asansol té 326 km2 i 1.243.414 habitants (2011). La seva zona metropolitana té 1.615 km2 i 3.000.000 habitants. La seva llengua oficial és el bengalí.

## Etimologia
El nom de la ciutat prové d'"Asan" una planta terminàlia que creix fins els 30 metres d'alçada que es troba a la riba del riu Damodar. "Sol" es refereix a la terra. Asansol és la combinació de les dues paraules. Asansol és una ciutat situada a la riba del Damodar i la seva terra és rica en minerals.
Durant la col·lonització anglesa la ciutat es deia Assensole, però després de la independència el seu nom ha estat revertit.

## Història
Es creu que la regió on està situada la ciutat ha format part del regne Mallabhum que va estar governada per la dinastia Malla durant un miler d'anys fins l'Índia britànica. Aquesta creença es basa enla presència d'un temple d'estil Vishnupur a la vila Chhotodighari d'Asansol.

## Geografia
Asansol és una ciutat localitzada a la part baixa de l'altiplà de Chota Nagpur que ocupa la major part de Jharkhand entre els rius Damodar i Adjay. El riu Barakar s'ajunta amb el Damodar a la zona de Dishergarh. A més a més els petits rius Nunia i Garui flueixen a Asansol.
La ciutat és connectada per la carretera Grand Trunk i per ferrocarril amb Durgapur, Burdwan i Kolkata. És un centre ferroviari.

### Clima
Els estius d'Asansol són secs i càlids i els hiverns són suaus. A l'estiu la temperatura màxima supera els 45 °C i les mínimes d'hivern descendeixen dels 10 °C. Està afectada pel monsó entre finals de juny i el setembre o inicis d'octubre. Segons la classificació climàtica de Köppen Asansol té el clima de sub-tipus "Aw" (Clima tropical de sabana).
Asansol ha estat classificada en el setzè lloc en el rànking de les "National Clean Air City" (en les categoria 1>10L ciutats) de l'Índia del 2024.

## Política i govern

### Administració
Asansol està administrada per la Corporació Municipal d'Asansol. El 150 es forma un comitè per a treballar per les necessitats de la ciutat. El 1885 es reconeix el municipi d'Assensole, però comença a ser funcional a partir de 1896.El 1994 ha assolit l'estatus de corporació. El juliol de 2015 es dissolen els municipis de Kulti, Jamuria i Raniganh, que passen a ser administrats per la Corporació Municipal d'Asansol. D'aquesta manera, els límits de la ciutat inclouen la zona històrica d'Asansol, Burnpur i altres poblacions com Raniganj, Chinakuri, Mithani, Barakar, Kulti, Dishergarth, Neamatpur, Sitarampur i Jamuria.

## Demografia
Segons el cens de 2011, el municipi d'Asansol té una població total de 563.917 habitants, i el total de la població d'Asansol UA es de 1.243.414 habitants, dels quals 646.052 són homes i 597.362 són dones. La població de la ciutat té un percentatge de 83,3% de la població alfabetitzada.

### Religió
El 75.18% de la població d'Asansol són hinduistes i el 21.26% són islàmics. L'1.09% són sikhs i el 0.99% són cristians.

### Llengües
Languages spoken in Asansol (2011)
Les llengües que es parlen més a Asansol són el bengalí (43.1%), l'hindi (31.7%), l'urdú (19.4%), el santali (2.9%) i el punjabi (1.2%).

## Economia
Els sectors més importants de la indústria d'Asansol són la indústria siderúrgica d'acer i carbó, el ferrocarril i el comerç.

### Acer
A Kulti hi ha una manufactura d'acer a Kulti que esdevé important a les dècades de 1960 i 1970. Al 2006 es torna a obrir la planta després que es tanqués. Amb la modernització de la planta, s'augmenta la producció d'acer de 0.4 a 2.5 MT, cosa que la converteix en l'alt forn més important del país.

### Carbó

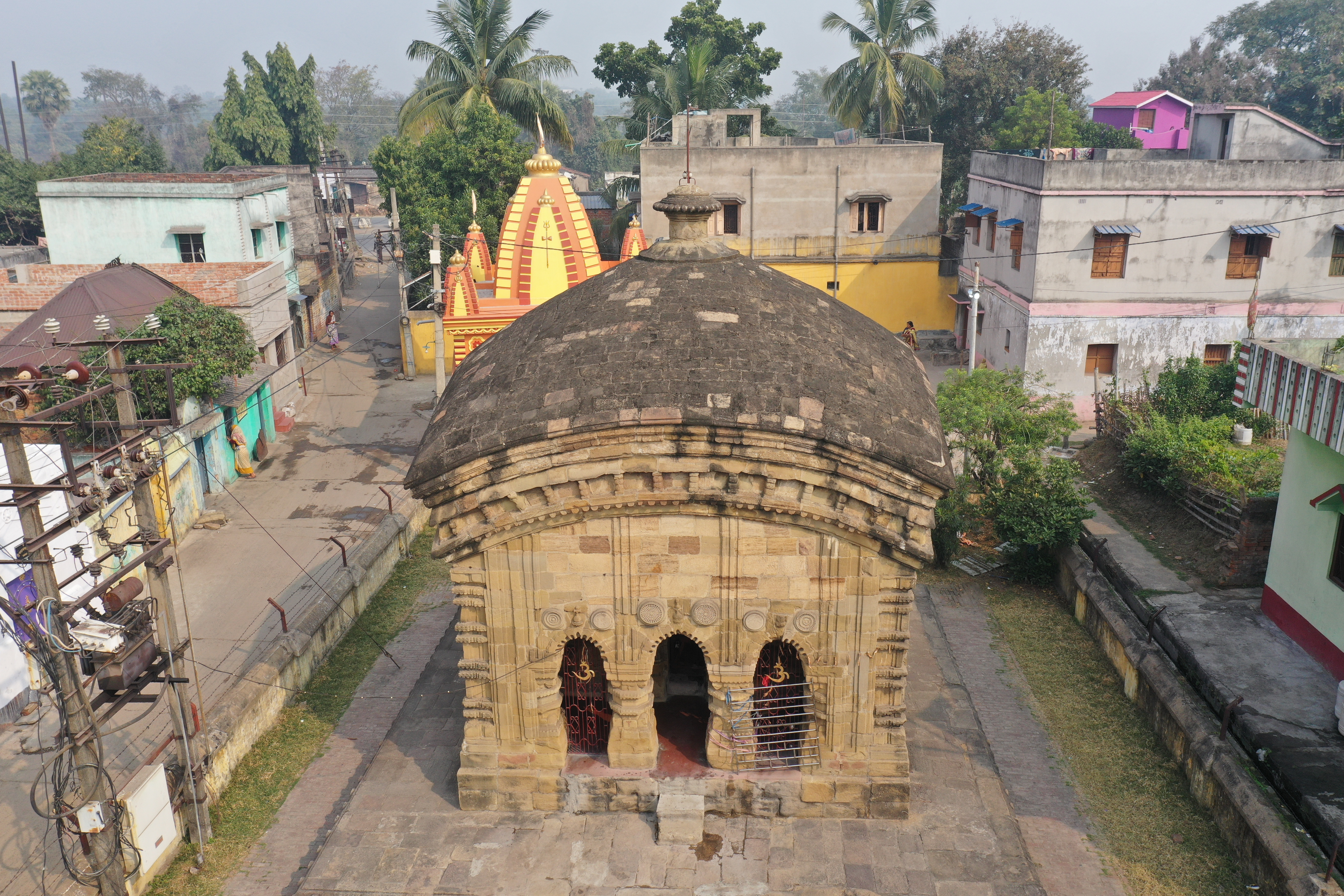
Temple de Bishnu de Garui

La companyia Eastern Coalfields Limited (ECL) és una companyia minera de carbó que té la seu a Sanctoria P.O.-Dishergar. Aquesta té una presència destacada a la zona degut als dipòsits carbonífers d'alta qualitat que existeixen. De totes maneres, la majoria dels camps de carbó i les colònies residencials dels miners estan fora la ciutat. Estan situades sobretot a Raniganj, Chinakuri i Jamuria. El 2012, ECL aconsegueix una producció de 49.17 bilions de tones de carbó.

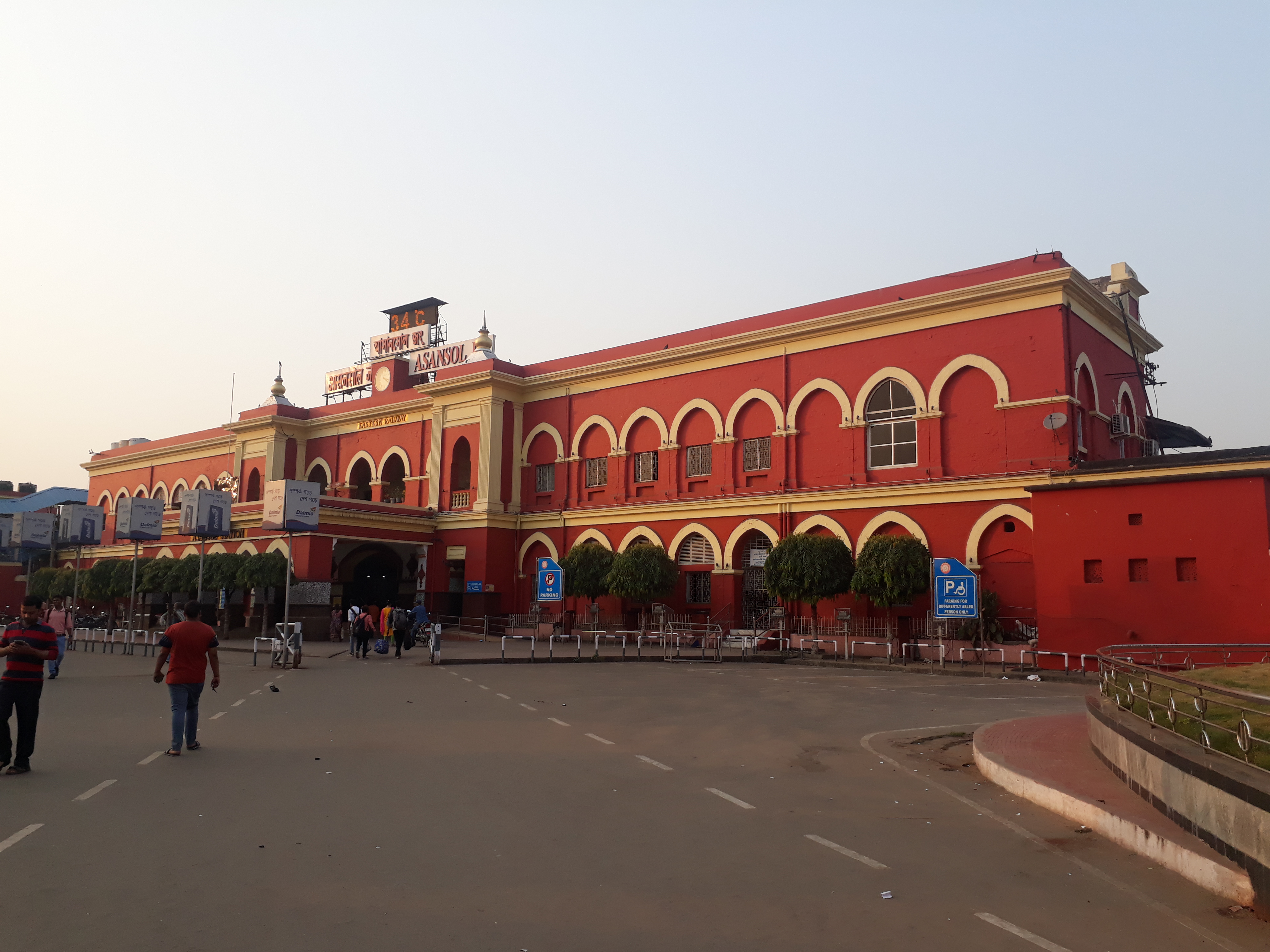
Estació de ferrocarril d'Asansol

### Ferrocarril
A finals del segle XIX el ferrocarril és el principal motor econòmic de la ciutat. Asansol és una de les quatre divisions de la Eastern Railway Zone i a la ciutat hi ha la fàbrica de locomotores de ferrocarril Chittaranjan Locomotive Works (CLW), qué és el primer productor de locomotores d'Àsia.

## Transport

### Carreteres

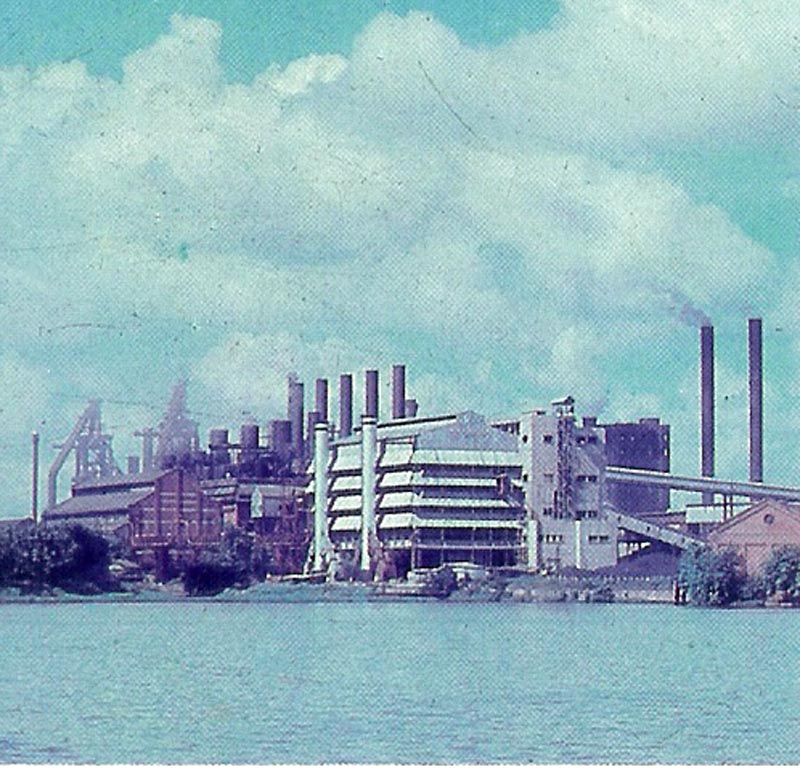
Vista panoràmica d'IISCO

La Grand Trunk Road (NH 19) i la NH 14 són la carretera principal que travessen Asansol.
La South Bengal State Transport Corporation opera diàriament amb nombrosos serveis de busos cap a Calcuta i altres destinacions com Malda, Siliguri, Midnapur, Bankura, Siuri, Purulia, Burdwan, Kalna, Howrah, Barrackpore, Digha, Bolpur, Kirnahar i Berhampore. La North Benga State Transport Corporation té serveis d'autobusos que uneixen Asansol amb ciutats com CAlta, Raiganj i Balurghat. A més a més, hi ha companyies privades d'autobusos i taxis.

### Ferrocarril
L'estació de ferrocarril Asansol Junction és el centre de la Divisió de la zona de ferrocarrils de l'est, una de les divisions més antigues dels ferrocarrils indis. És un nexe de rutes ferroviàries que té 629 km. Gairebé tots els trens que uneixen Calcuta amb el nord de l'Índia passen per la ciutat. Per això gaudeix de connexió amb moltes ciutats del país.

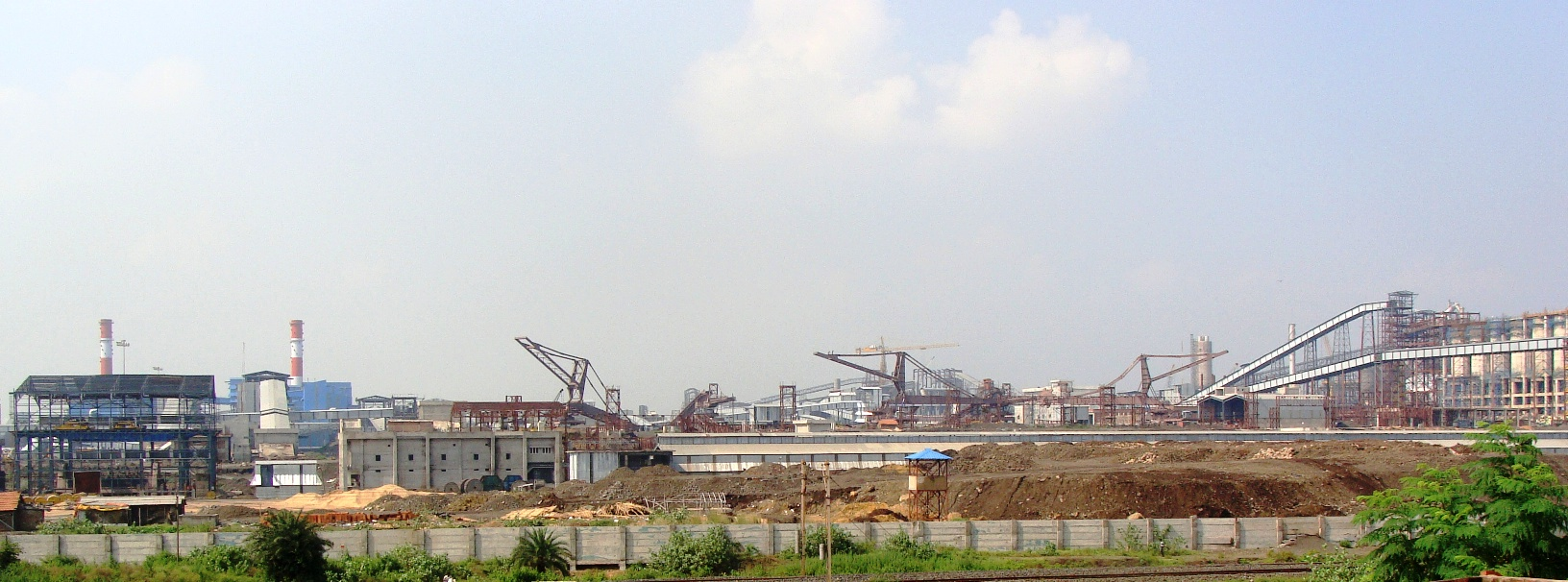
Industria de l'ISP

### Aire

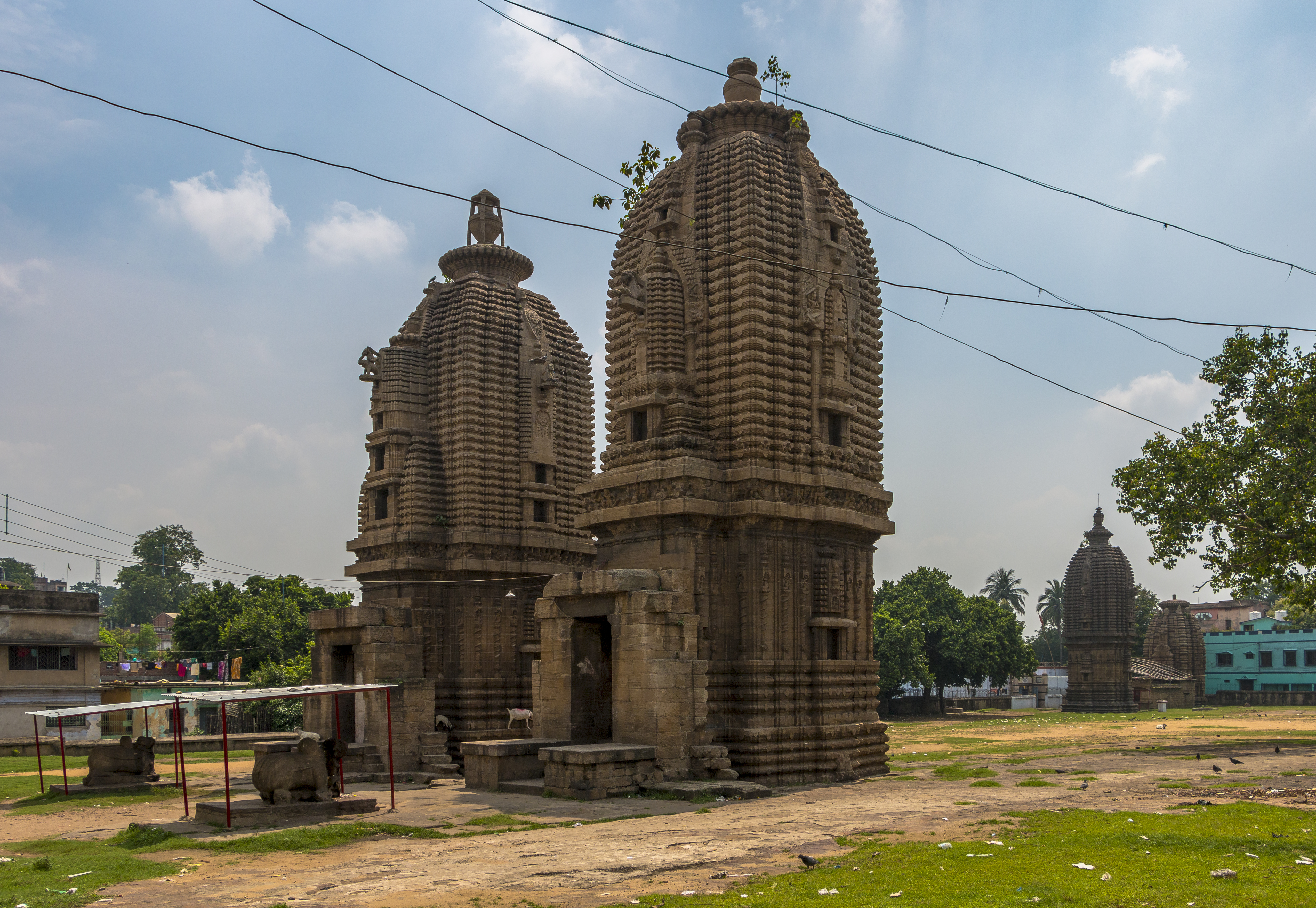
Complex de temples de Barakar

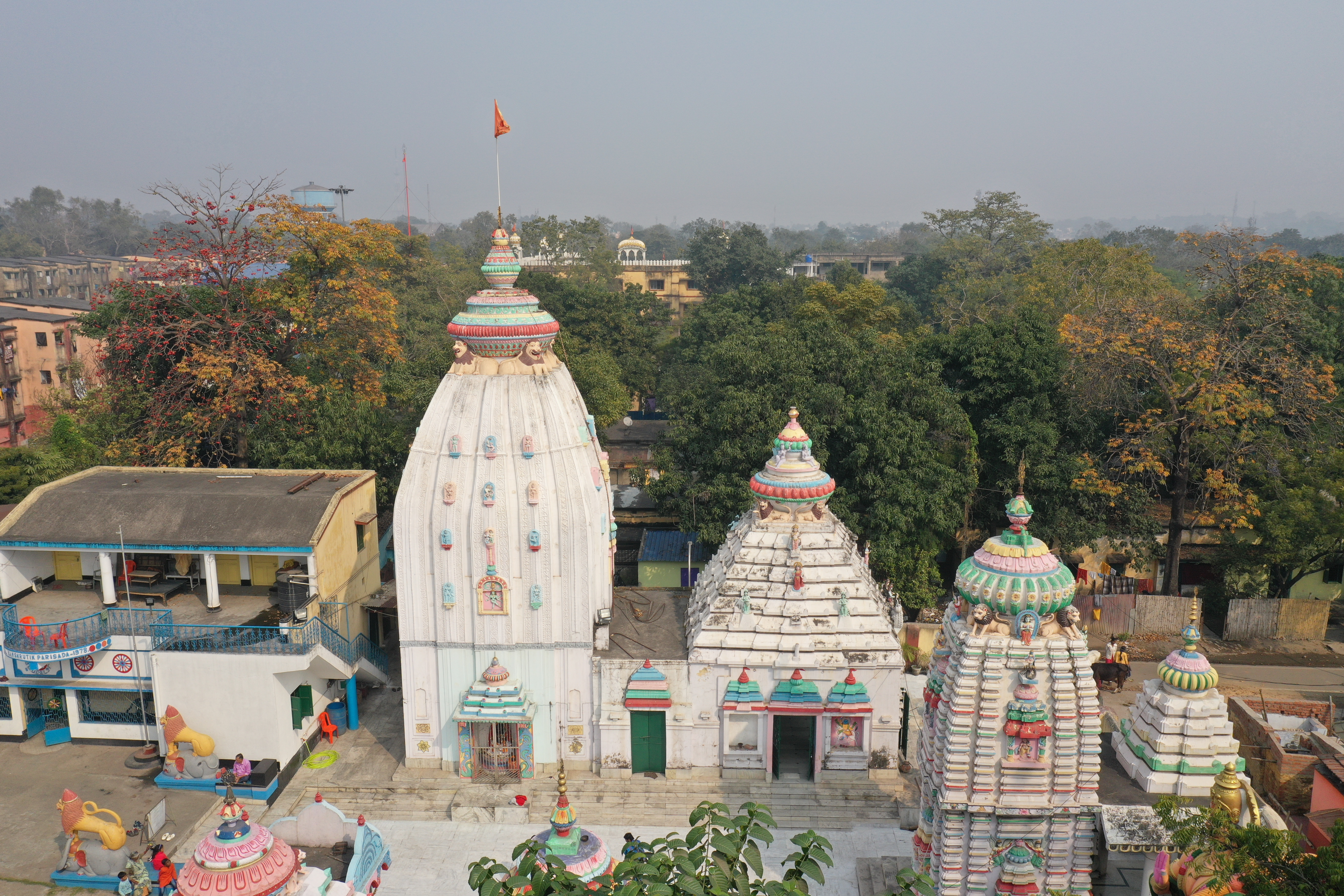
Temples de Jaggannath a Burnpur

El Kazi Nazrul Islam Airport, situat a Andal està situat a 25 km d'Asansol. L'aeroport Internacional Chandra Bose, situat a la zona de Calcuta és l'aeroport  internacional més proper a la ciutat.

## Cultura

### Patrimoni material i monuments
- Conjunt de temples de Begunia, a Barakar, Asansol. Temples d'estil deula.
- Temple de Bishnu de Garui, Asansol. Temple del segle XIV.
- Complex de temples de Jagannat de Burnpur, Asansol.
- Temple Madangopal de Burnpur.
- Temple Raghunath de la família Choubei a Chhotodighari.

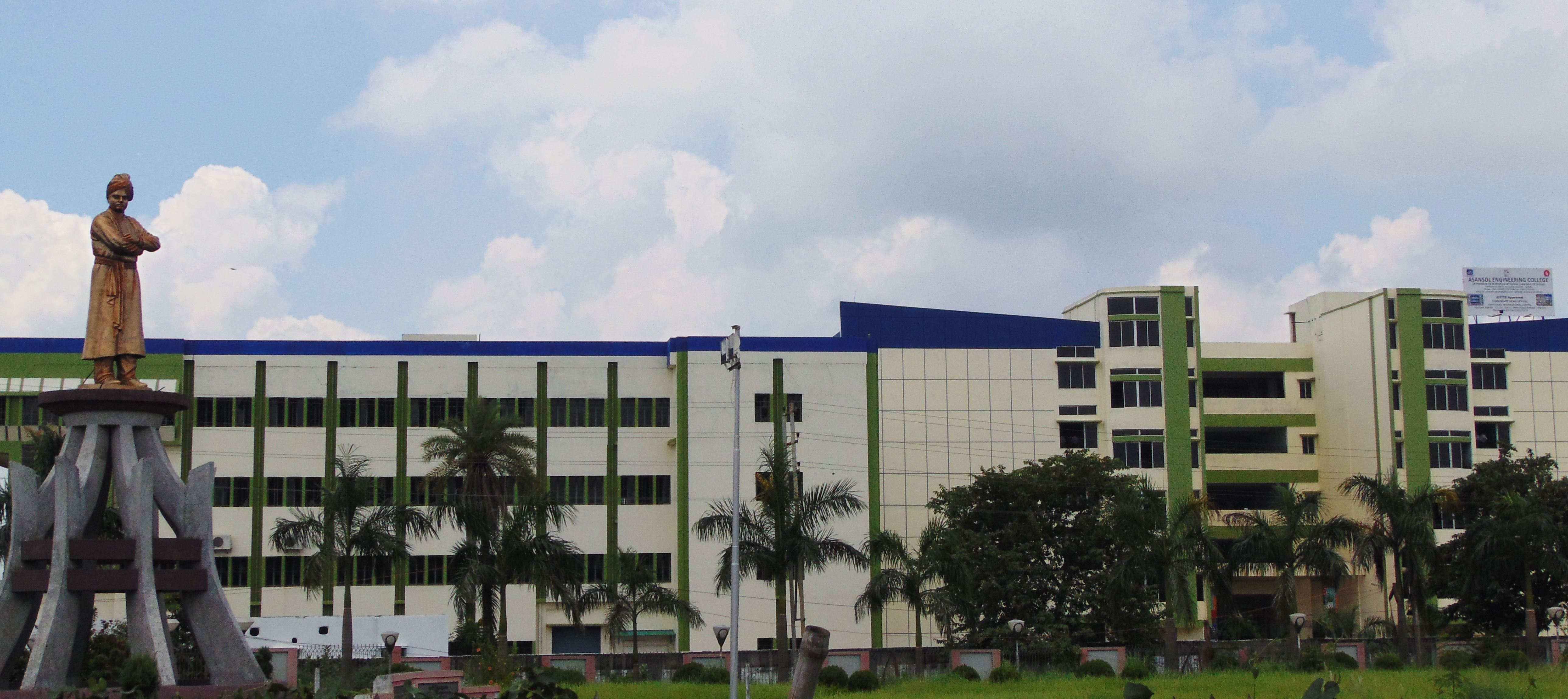
Asansol Engineering College

- Missió Ramakrishna d'Asansol.
- Església del Sagrat Cor d'Asansol

## Educació
Asansol té les següents universitats i institucions d'educació superior:
- Asansol Engineering College
- Asansol Girls' College
- Asansol Polytechnic

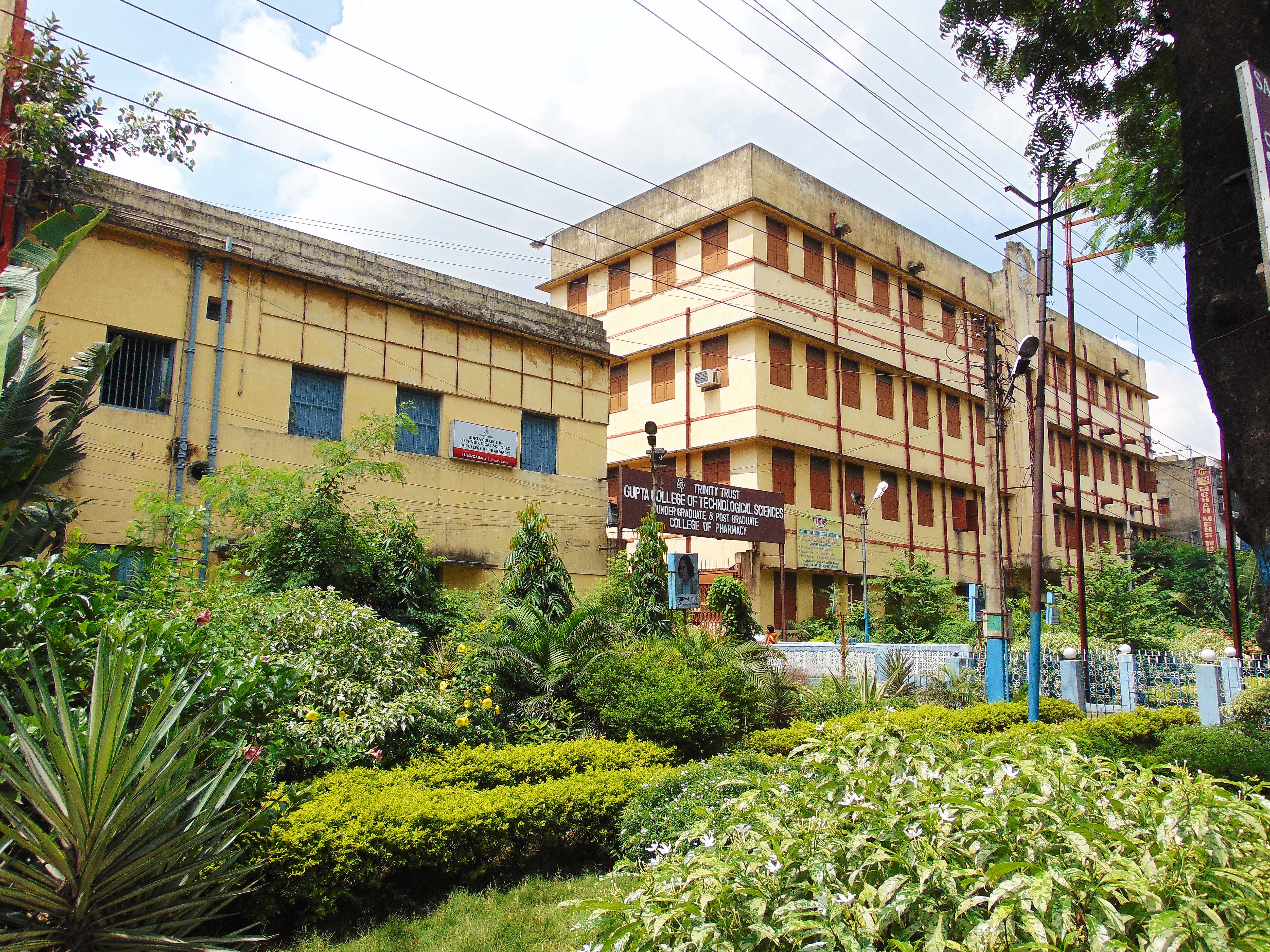
Gupta College of Technological Sciences

- Gupta College of Technological SciencesBanwarilal Bhalotia College, Asansol
- Bengal Homoeopathic Medical College and Hospital
- Bidhan Chandra College, Asansol
- Deshbandhu Mahavidyalaya
- Kanyapur Polytechnic
- Kazi Nazrul Islam Mahavidyalaya
- Kazi Nazrul University
- Khandra College
- Kulti College
- Raniganj Girls' College
- St. Xavier's College, Asansol
- Triveni Devi Bhalotia College

## Mitjans de comunicació

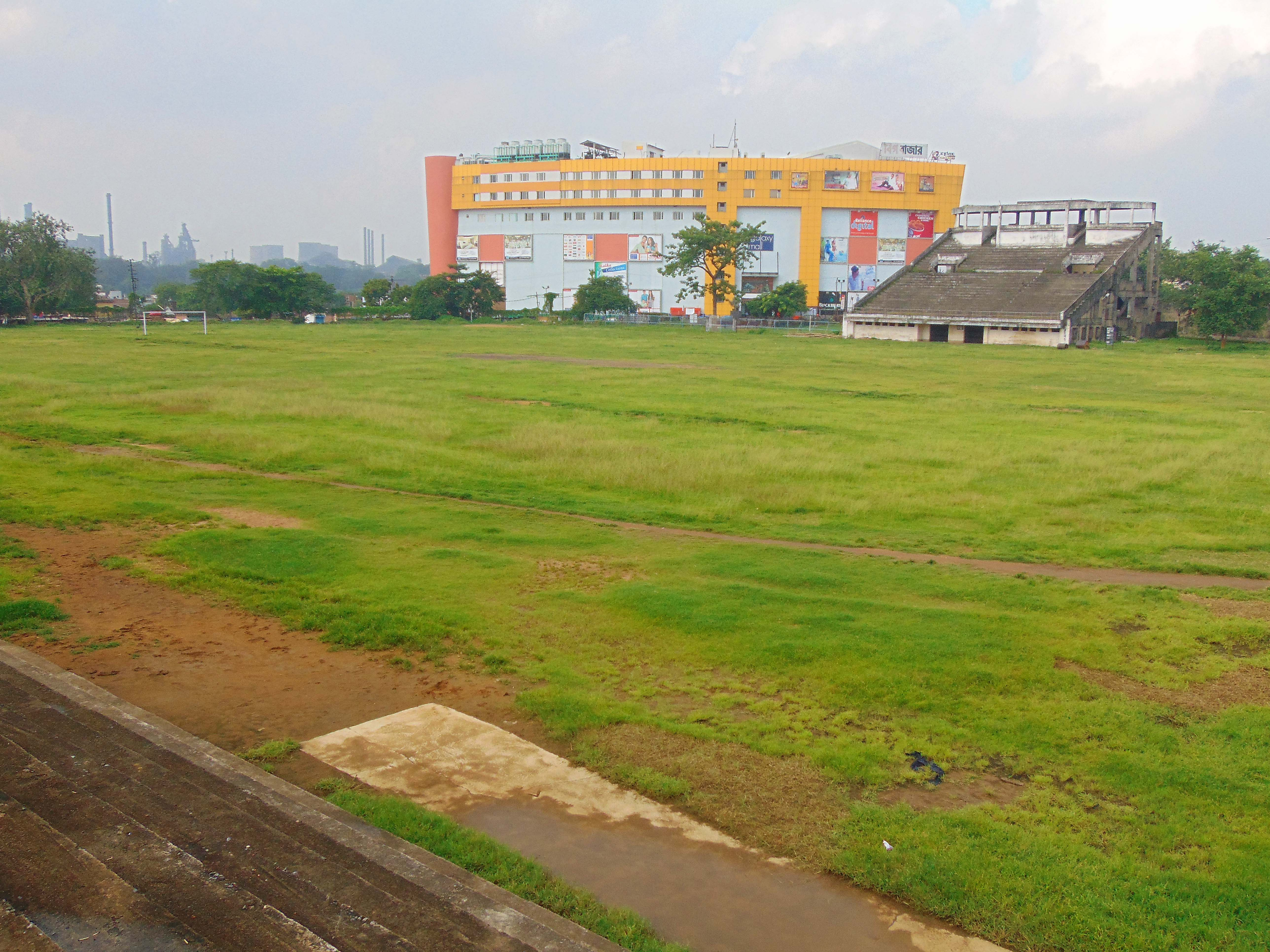
Estadi de polo d'Asansol

La corporació de comunicacions nacional Prasar Bharati té una antena a la ciutat que fa que es pugui veure des de moltes zones del seu voltant. També té servei de molts canals nacionals i locals a través de les xarxes per cable.
Asansol té quatre estacoins de ràdio FM.

## Infraestructures esportives

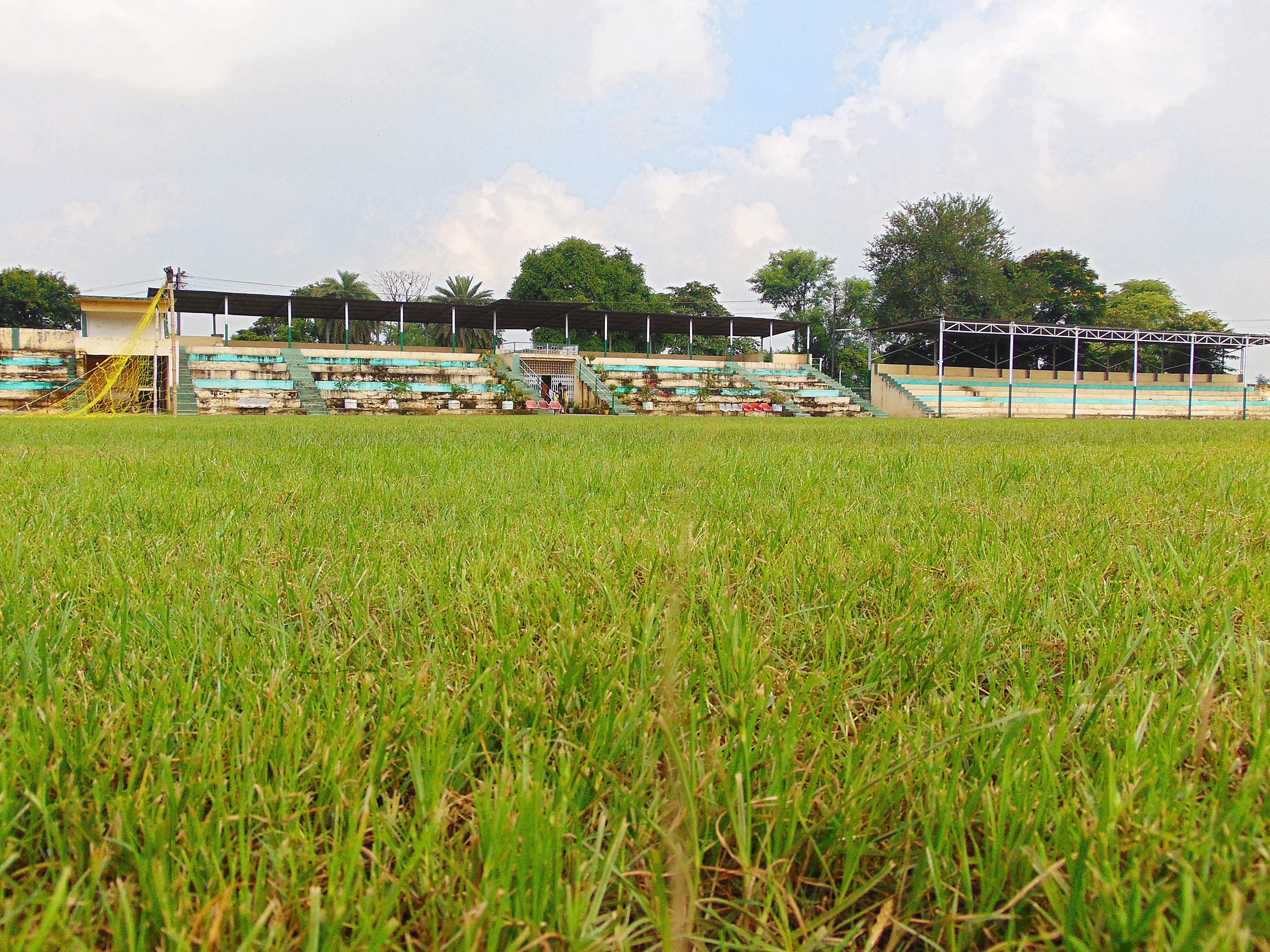
Divisional Railway Stadium

- Divisional Railway Stadium L'Asanson Stadium: Estadi de Polo i estadi de polo indoor, que inclou un camp de voleyball i dos camps de bàdminton. També s'hi juguen els partits de futbol i cricket.[21]
- Estadi de l'Eastern Railwai Divisional, conegut coma Loco Ground. S'hi juguen molts partits de futbol i cricket de les divisions del districte.
- Estadi de futbol i cricket de Burnpur, el centre dels clubs més destacats de la ciutat.
- Camp de tir de l'Asansol Rifle Club Shooting Range, entitat fundada el 1951.[22]

## Persones notables

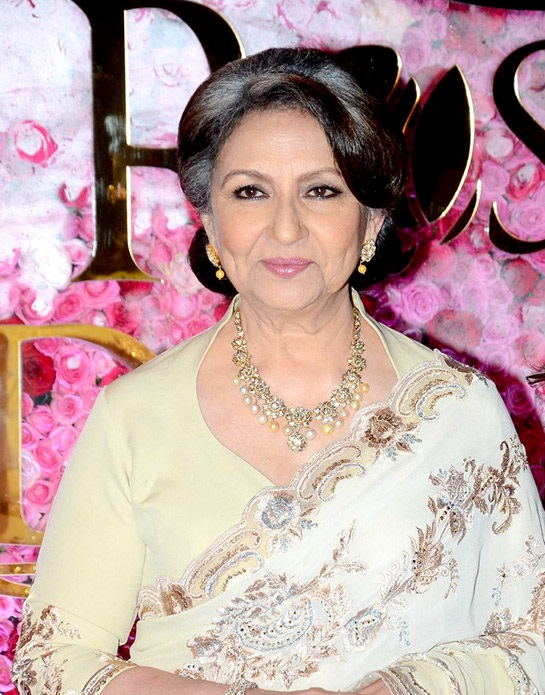
L'actriu Sharmila Tagore

- L'actriu Sharmila TagoreS. S. Ahluwalia, polític del Partit del Poble Indi, antic ministre i parlamentari de l'Índia.
- Kazi Nazrul IslamArjun Atwal, golfista professional.

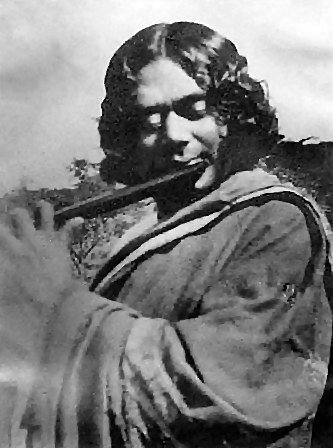
Kazi Nazrul Islam

- Ajitesh Bandopadhyay, actor, guionista i director.
- Meenakshi Banerjee, científic especialista en cianobacteris.
- Minakshi Mukherjee, política
- Timir Biswas, cantant i compositor
- Ritwik Das, futbolista professional.
- Kazi Nazrul Islam, escriptor i poeta
- Manoj Kumar Mukherjee, jurista.
- Vivek Singh, xef i comunicador.
- Sharmila Tagore, actriu